# Taraxacum abruptilobum
Taraxacum abruptilobum, trajnica, vrsta maslačka, endemska vrsta iz Bugarske Vrsta je opisana 2017.